# Gerónimo Cuervo
Gerónimo Cuervo González (né le 30 juin 1838 à Madrid, mort le 25 juin 1898 à Málaga) était un architecte espagnol auteur d'un certain nombre de travaux dans la ville de Malaga, parmi lesquels le Théâtre Cervantès, l'hôpital Galvez, l'église San Pablo, l'abbaye de Santa Ana, le collège Saint Stanislas Kostka et de nombreux immeubles résidentiels, parmi lesquels ceux situés sur la Plaza de Spinola et le Plaza del Obispo à présent disparu.
Il a aussi participé avec d'autres grands architectes de Malaga à la construction du cimetière de San Miguel.

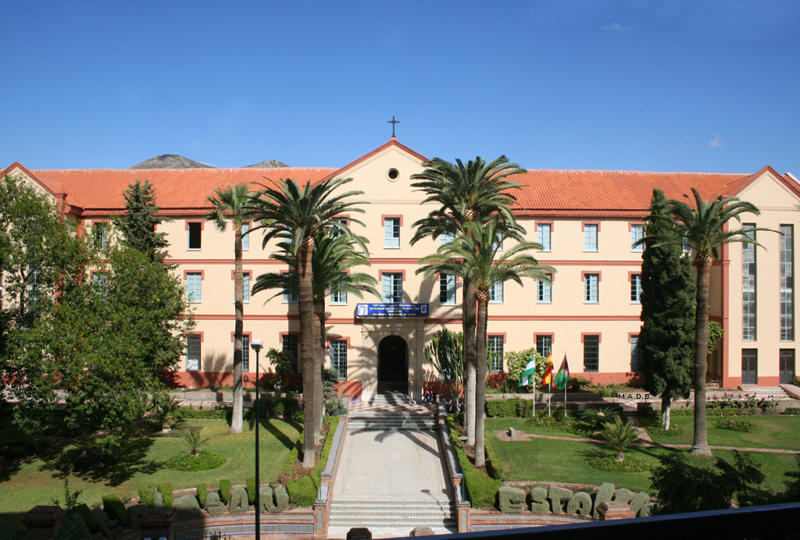
Collège Saint Stanislas Kostka.